# Extol
Extol is een Noorse christelijke progressieve extreme metalband uit Bekkestua, in 1993 opgericht door David Husvik en de broers Christer en Peter Espevoll. De naam betekent "lofprijzen" in het Engels.
De muziekstijl is een mix van met name deathmetal, blackmetal, progressieve metal en thrashmetal.
De bands eerste twee albums, Burial en Undeceived, worden vaak tot de progressieve deathmetal gerekend maar hebben ook sterke blackmetal-invloeden.
De eerste publicatie van de band was Northern Lights / Norwegian Metal Compilation, een verzamel-cd van het label van Steve Rowe. Het eerste album was Burial, dat in 1998 uitkwam.
Gerelateerde acts zijn Lengsel, Fleshkiller, Mantric, Azusa, Ganglion en Benea Reach.

## Studio-albums
- Burial - 1998
- Undeceived - 2000
- Synergy - 2003
- The Blueprint Dives - 2005
- Extol - 2013[3]